# Championnat de France des rallyes 1997
Navigation
Édition précédente Édition suivante
Lors de ce millésime du championnat de France des rallyes, le duo Gilles Panizzi/Peugeot 306 Maxi confirme sa domination sur le rallye français en empochant un second titre consécutif. Initialement prévu sur 11 manches, le championnat de France des rallyes 1997 ne se déroulera finalement « que » sur 10 épreuves du fait de l'annulation du Rallye Alsace-Vosges. Sur le plan sportif, la lutte entre Peugeot et Renault fut plus serrée qu'en 1996, le tout étant arbitré par Citroën qui faillit presque tirer les marrons du feu grâce à la régularité de Patrick Magaud sur Saxo Kit-Car. Gilles Panizzi et la Peugeot 306 Maxi gagnent donc un second titre d'affilée avant une campagne mondiale en 1998.
Afin de pallier le manque de concurrents et d'animer l'arrière-course, la FFSA crée le Trophée Férodo, destiné aux pilotes dits amateurs. Il s'articule autour de six manches du championnat et est ouvert à tous types d'autos avec attributions de primes durant la saison. Cette première mouture sera remportée par le pilote martiniquais Simon Jean-Joseph aux commandes d'une Subaru Impreza avec 4 victoires sur 6 épreuves.

## Règlement du championnat
Voici quelques points principaux du règlement :
- Barème des points :

Les points sont attribués au scratch, au groupe et à la classe selon le système suivant :
| Place   | 1er | 2e | 3e | 4e | 5e | 6e | 7e | 8e | 9e | 10e |
| ------- | --- | -- | -- | -- | -- | -- | -- | -- | -- | --- |
| Général | 20  | 15 | 12 | 10 | 8  | 6  | 4  | 3  | 2  | 1   |
| Groupe  | 10  | 6  | 4  | 3  | 2  | 1  |    |    |    |     |
| Classe  | 10  | 6  | 4  | 3  | 2  | 1  |    |    |    |     |

Seuls les huit meilleurs résultats sont retenus. Le Tour de Corse a un coefficient de 0,5. Si les WRC sont admises au départ, elles ne marquent cependant pas de point, de même que les autos de classe A8.
- Véhicules admis :

Autos conformes à la réglementation technique en cours des groupes A/FA (y compris WRC et kit-cars), N/FN, F et GT de série. 
- Pneumatiques :

Ils sont limités à un quota de 14 pneus par épreuves.
- Parcours

Le kilométrage total chronométré doit être égal à 220 km à plus ou moins 10 %. Le nombre de passages dans une épreuve spéciale est limité à 3. Un rallye doit être composé d'au minimum 10 épreuves chronométrées.
- Reconnaissances :

Elles sont limitées à 4 passages par épreuve chronométrée.

## Rallyes de la saison 1997
| N° | Dates                     | Rallye                    | Vainqueur         | Copilote           | Voiture              |
| 1  | 21 mars-23 mars           | Rallye Lyon-Charbonnières | Gilles Panizzi    | Hervé Panizzi      | Peugeot 306 Maxi     |
| 2  | 3 mai-8 mai               | Tour de Corse             | Colin McRae       | Nicky Grist        | Subaru Impreza WRC   |
| 3  | 20 juin-22 juin           | Ronde Cévenole            | Patrick Magaud    | Guylène Brun       | Citroën Saxo Kit-Car |
| 4  | 18 juillet-20 juillet     | Rallye du Rouergue        | Gilles Panizzi    | Hervé Panizzi      | Peugeot 306 Maxi     |
| 5  | 4 septembre-6 septembre   | Rallye du Mont-Blanc      | Philippe Bugalski | Jean-Paul Chiaroni | Renault Maxi Megane  |
| 6  | 27 septembre-28 septembre | Rallye du Limousin        | Philippe Bugalski | Jean-Paul Chiaroni | Renault Maxi Megane  |
| 7  | 10 octobre-12 octobre     | Rallye du Touquet         | Serge Jordan      | Jack Boyère        | Renault Maxi Megane  |
| 8  | 24 octobre-26 octobre     | Rallye d'Antibes          | Sylvain Polo      | Gilles Thimonier   | Renault Maxi Megane  |
| 9  | 8 novembre-9 novembre     | Critérium des Cévennes    | Serge Jordan      | Jack Boyère        | Renault Maxi Megane  |
| 10 | 28 novembre-30 novembre   | Rallye du Var             | François Delecour | Daniel Grataloup   | Peugeot 306 Maxi     |

## Classement du championnat
| Place | Pilote               | Voiture                      | 1   | 2   | 3   | 4   | 5   | 6   | 7   | 8  | 9   | 10  | Points |
| ----- | -------------------- | ---------------------------- | --- | --- | --- | --- | --- | --- | --- | -- | --- | --- | ------ |
| 1er   | Gilles Panizzi       | Peugeot 306 Maxi             | 1er | 3e  |     | 1er | DQ  | 2e  | 2e  |    | 2e  | 2e  | 228    |
| 2e    | Patrick Magaud       | Citroën Saxo Kit-Car         | 8e  | 12e | 1er | 4e  | 4e  | 9e  | 4e  | 2e | 6e  | 5e  | 206    |
| 3e    | François Delecour    | Peugeot 306 Maxi             | 2e  | 4e  |     | 2e  | 2e  | 4e  | ab  |    | 3e  | 1er | 184    |
| 4e    | Philippe Bugalski    | Renault Maxi Megane          | 3e  | 6e  |     | 3e  | 1er | 1er | ab  |    | 4e  | 3e  | 176    |
| 5e    | Serge Jordan         | Renault Maxi Megane          | ab  | 7e  |     | ab  | ab  | 3e  | 1er |    | 1er | 4e  | 132    |
| 6e    | Eddie Mercier        | Mitsubishi Lancer Evo Gr N   | 12e |     | 34e | 15e | 17e | 15e | 8e  | 8e | ab  | 21e | 121    |
| 7e    | Gérard Maurin        | Ford Escort RS Cosworth Gr N | 10e |     | 8e  |     | 14e | DQ  |     |    | ab  |     | 72     |
| 8e    | Xavier Fressoz       | Citroën AX GTI Gr N          | 38e |     |     |     |     |     |     |    |     |     | 56     |
| 8e    | Xavier Fressoz       | Citroën Saxo Kit-Car         |     |     | 5e  | 7e  | 9e  | ab  |     |    | 8e  | 9e  | 56     |
| 9e    | Vincent Leduc        | Peugeot 106 Maxi             |     |     | 3e  | 5e  |     | ab  |     |    | 9e  |     | 49     |
| 9e    | Jean-Charles Mogenet | Peugeot 106 Rallye Gr N      | 53e |     | 53e | 33e | 39e | 38e |     |    | 37e |     | 49     |

## Autres championnats/coupes sur asphaltes
- Trophée Férodo : 
  - 1erSimon Jean-Joseph sur Subaru Impreza avec 240 pts
  - 2e Hugues Delage sur BMW M3 avec 216 pts
  - 3e Xavier Fressoz sur Citroën Saxo Kit-Car avec 191 pts

- Championnat de France des Rallyes-Copilotes :
  - 1erHervé Panizzi avec 228 pts
  - 2e Daniel Grataloup avec 184 pts
  - 3e Jean-Paul Chiaroni avec 176 pts

- Championnat de France des rallyes 2e Division : 
  - 1erSylvain Polo sur Renault Maxi Megane avec 320 pts
  - 2e Michel Rats sur Renault Maxi Megane avec 195 pts
  - 3e Sabir Gany sur Peugeot 306 Maxi avec 182 pts

- Volant Peugeot 106 Rallye : 
  - 1erLionel Montagne avec 150 pts
  - 2e Fabrice Morel avec 119 pts
  - 3e Nicolas Bernardi avec 115 pts

- Challenge Citroën Saxo : 
  - 1erRémi Samuel avec 239 pts
  - 2e Ludovic Cluzel avec 232 pts
  - 3e Richard Bourcier avec 226 pts

- Trophée Citroën ZX : 
  - 1erGérald Lonjard avec 282 pts
  - 2e Daniel Forès avec 282 pts
  - 3e Philippe Massol avec 195 pts

- Trofeo Fiat Cinquecento : 
  - 1erCédric Petiet avec 98 pts
  - 2e Jean-Emmanuel Guigues avec 96 pts
  - 3e Salvador Quinonéro avec 87 pts